# Dokka Umarov
Doku "Dokka" Khamatovich Umarov (em checheno: Ӏумар КӀант Доккa; em russo: Доку Хаматович Умаров), também chamado em árabe, "Dokka Abu Usman, (13 de abril de 1964 – Cáucaso, 7 de setembro de 2013) foi um militante islâmico checheno responsável por vários ataques a civis, ganhando o apelido "Bin Laden do Cáucaso". Ele morreu em setembro de 2013.

## Biografia
Entre 2006 e 2007, Umarov foi o subterrâneo presidente da despercebida República chechena da Ichkeria (CHRI). Em seguida, tornou-se o auto-proclamado emir do russo Cáucaso do Norte. É atualmente procurado pela Rússia por alegados crimes como sequestro, homicídio e traição. Ele é um dos principais líderes rebeldes na Rússia e assumiu a responsabilidade por vários ataques, incluindo os atentados de 2010, no metrô de Moscou e o bombardeio no Aeroporto Internacional de Domodedovo em 2011. Os ataques mataram 76 civis e deixaram centenas de feridos.
Em 1 de agosto de 2010, Umarov renunciou a seu cargo e nomeou Aslambek Vadalov como o novo emir do Emirado do Cáucaso. No entanto, em 4 de agosto, ele emitiu uma declaração "anulando" a declaração anterior e afirmando que permaneceria no cargo. Em julho de 2011, uma sharia decidiu em favor de Umarov sobre a brecha, após os outros rebeldes jurarem lealdade a ele.
Em 10 de março de 2011, o Conselho de Segurança das Nações Unidas acrescentou Umarov à lista de indivíduos associados com a al-Qaeda.
Khamad Umarov nasceu no clã teip, o mesmo do senhor da guerra, Arbi Baraiev, e do ex-ministro checheno das Relações Exteriores, Ilyas Akhmadov, em abril de 1964, na pequena aldeia de Kharsenoi, distrito de Shatoysky, região no sul da Chechênia. Formou-se a partir da construção do corpo docente do Instituto de óleo na capital chechena Grozny com um grau de ensino superior como um engenheiro de construção.
Dokka Umarov é casado, tem seis filhos, o mais novo dos quais, nasceu em 2006. Dois irmãos, Isa e Musa, foram mortos em combate. Desde 2003, vários de seus parentes, bem como muitos de outros líderes separatistas chechenos, incluindo todos os de sua família imediata, foram raptados por "homens armados não identificados", presumivelmente agentes do governo, alguns deles foram prontamente liberados, mas outros desapareceram e provavelmente foram mortos.
Logo após o ataque a Beslan, em 2004, durante o qual os parentes próximos de Umarov ficaram detidos por vários dias em Khankala, uma base militar perto de Grozny, o Procurador-Geral da Rússia, Vladimir Ustinov, sugeriu a prática de sequestrar parentes de líderes rebeldes. Em 2005, o grupo russo de direitos humanos Memorial culpou Moscou pela política de seqüestros de parentes dos rebeldes.
Em 5 de maio de 2005, um grupo de atacantes mascarados sequestrou a esposa de Umarov, seu filho de um ano de idade, e seu pai de 74 anos, Khamad. Segundo as fontes rebeldes, a família de Umarov foi sequestrada pelos funcionários do Regimento de Petróleo Neftepolk, dirigido por Adam Delimkhanov e mantidos na prisão pessoal de um Kadyrov na aldeia de Tsentoroi. Alguns meses antes, em 24 de fevereiro, o irmão de Umarov tinha também sido seqüestrado por homens armados e torturado pelo FSB na base Khankala. A esposa de Umarov e filho foram libertados mais tarde, mas seu pai idoso e o irmão mais novo desapareceram e, em abril de 2007, Umarov declarou que seu pai foi assassinado em cativeiro. Em agosto de 2005, a irmã Natasha Khumaidova foi sequestrada na cidade chechena de Urus-Martan. Ela foi liberada dias depois, após moradores locais se reunirem em protesto pelo seu retorno e bloquearem uma rodovia federal. Já entre 2003 e 2004, seu primo, Zaurbek Umarov, e sobrinho, Romano Atayev, também foram supostamente detidos na Chechênia e na Inguchétia, mas depois desapareceram.

## Primeira Guerra Chechena
Apesar de Umarov estar em Tyumen Oblast, quando eclodiu a primeira guerra na Chechênia, em dezembro de 1994, ele voltou para seu país para cumprir o que designou ser o patriótico dever de lutar. Umarov inicialmente serviu sob o comando de Ruslan Gelayev. Mas em 1996, devido a divergências com Gelayev, ele deixou a unidade e se juntou ao comando de Akhmed Zakaiev, que também havia deixado as fileiras de Gelayev para liderar a unidade de forças especiais Borz ("lobo"). No curso da guerra, em que a sua unidade foi ampliada para um batalhão de regimento, Umarov foi promovido ao posto de general de brigada e ganhou dois dos mais elevados prêmios de bravura e coragem: Herói da Nação (Kyoman Turpal) e Honra da Nação (Kioman Syi). Após o Acordo de Khasav-Yurt, que terminou a primeira guerra da Chechênia, em 1996, e da eleição presidencial de Aslan Maskhadov, em janeiro de 1997, Umarov foi nomeado por Maskhadov para chefiar o Conselho de Segurança checheno. Nessa posição, ele interveio em julho de 1998 para reprimir um confronto armado entre moderados e radicais islâmicos na cidade de Gudermes. No entanto, foi forçado a renunciar quando o Conselho foi dissolvido por causa de rumores persistentes de sua participação em raptos de reféns como negócio. Em 1999, foi acusado do rapto do general Gennady Shpigun, o enviado russo à Chechênia.

## Segunda Guerra Chechena
Umarov combateu na segunda guerra da Chechênia, em setembro de 1999, como comandante de campo, mais uma vez trabalhando junto a Ruslan Gelayev no cerco de Grozny . No início de 2000, Umarov sofreu um grave ferimento em seu rosto quando estava saindo de um cerco na capital e foi hospitalizado em outro país ao lado de Zakaiev. De acordo com a inteligência da Geórgia, Umarov, em seguida, levou uma força de 130 a 150 lutadores da Geórgia pelo desfiladeiro de Pankisi antes de seu retorno à Chechênia, no verão de 2002.
Na volta, Umarov substituiu Isa Munayev no cargo de comandante da Frente Sudoeste, na região sudoeste militar de Grozny que beirava a Geórgia e a república russa da Inguchétia. Foi visto como tendo sido um aliado de Shamil Basayev.
Em 2003, Gelayev levou seus homens ao combate pesado ao redor da cidade de Shatoy e, de acordo com fontes russas, ordenou o bombardeio da sede do FSB, na capital da Inguchétia, e o ataque às infra-estruturas elétricas na cidade de Kislovodsk, em Stavropol Krai.
Após a morte de Gelayev, em fevereiro de 2004, muitos de seus homens restantes se juntaram a Umarov. No ano seguinte, junto com Basayev, Umarov foi um dos líderes de um ataque em grande escala na vizinha Inguchétia, no verão de 2004.
Até 2005, existiam vários relatórios incorretos da morte Umarov ou alguma lesão grave. Em janeiro, foi informado ter sido morto em um tiroteio com as forças especiais russas, perto da fronteira com a Geórgia. Em março, foi denunciado como tendo sido gravemente ferido por uma equipe de assassinato. Em setembro, o MVD anunciou que o tinha encontrado em estado grave e, no mês seguinte, em outubro, ele foi mais dado como morto no ataque rebelde em Nalchik, capital de Kabardino-Balkaria.
Em abril de 2005, forças especiais russas destruíram uma pequena unidade de guerrilha durante uma batalha em uma área residencial de Grozny, após receber informações de que Umarov estava presente, mas ele não foi encontrado entre os mortos. Em maio de 2005, Umarov teria sido gravemente ferido quando pisou em um mina antipessoal. Ele disse ter perdido uma perna na explosão, mas acabou por ser apenas levemente ferido e participou de um ataque contra a aldeia de Roshni-Chu, três meses depois. Em maio de 2006, a polícia descobriu seu bunker no centro da vila de Assinovskaya na fronteira com a Inguchétia, no entanto Umarov conseguiu escapar a tempo. Nessa época ele já havia se tornado vice-presidente do governo separatista.

## Vida política
Como vice-presidente, Umarov foi automaticamente elevado à posição de líder supremo do Chri após a morte do presidente Sheikh Abdul Halim em 17 de junho de 2006. Tendo-se tornado presidente, Umarov também ocupou cargos como chefe do Conselho de Defesa do Estado; Amir (comandante) da Shura Madzhlis do Cáucaso; Comandante Supremo das Forças Armadas da República chechena da Ichkeria e, finalmente, Amir do Mujahideen do Cáucaso.
Em seus primeiros comentários publicados desde que assumiu o papel de presidente, Umarov prometeu expandir o conflito para "muitas regiões da Rússia", elogiou o seu antecessor Sadulayev, indicou que uma unidade especial foi sendo formada para lutar na Chechênia de "traidores mais odiosos" (uma observação acredita-se que diz respeito à presente administração chechena) e destacou que os rebeldes chechenos atacariam apenas militares e policiais alvos na Rússia, nomeadamente nos recém-declarados Urais e região do Volga.
Em 27 de junho de 2006, Umarov indicou o dissidente checheno comandante Shamil Basayev para o cargo de vice-presidente do governo separatista, simultaneamente, liberando-o da sua posição como primeiro vice-primeiro-ministro. O ministro de Relações Exteriores, Usman Firzauli, disse que a nomeação era para forçar a Rússia para negociações políticas, pois se eles mataram Umarov, então Basayev teria se tornado o líder oficial do movimento separatista checheno. No entanto, Basayev foi morto logo depois, em julho de 2006.
Em 19 de março de 2007, o site Kavka informou que Umarov indicou Supyan Abdullayev como o novo vice-presidente do Chri. Em outubro de 2007, Umarov tomou outra medida polêmica quando ele postumamente restaurou o comandante Arbi Baraiev ao posto de general de brigada, que havia sido despojado dele por Maskhadov, em 1998.
Em 23 de novembro de 2006, um grande número de tropas do Ministério da Defesa russo e do FSB, sem a participação da polícia chechena, apoiado por helicópteros e barragens de artilharia, cercaram Umarov e suas forças em uma floresta perto da aldeia de Yandi-Katar, no distrito de Achkhoy-Martanovsky, na fronteira interna entre Inguchétia e Chechênia. De acordo com o Kommersant, Umarov foi ferido na operação, mas conseguiu escapar da perseguição. Ele, então, passou os meses de inverno viajando através das montanhas para a república vizinha de Kabardino-Balkaria para se encontrar com autoridades locais Jamaats, que lutam na região, e consolidar a Frente Caucasiana, a pan-europeu rede militante islâmica criada pelo falecido presidente Abdul-Khalim Sadulayev. Em abril de 2007, um grupo de combatentes, que poderia ter sido pessoalmente liderado, por Umarov derrubou um helicóptero de transporte de tropas da Rússia perto de Shatoy.

## Liderança do Emirado do Cáucaso
Em 7 de outubro de 2007, Umarov havia proclamado Imarat Kavkaz, Emirado do Cáucaso, que visa unir o norte do Cáucaso em um único estado islâmico, e de uma vez declarou-se seu Emir, convertendo assim a república chechena de Ichkeria em um Vilayat (província) do novo emirado. O movimento foi rapidamente condenado por Akhmed Zakayev, até então recente ministro de Umarov próprio dos negócios estrangeiros. Zakayev, que vive no exílio em Londres, apelou para todos os combatentes separatistas e políticos a jurar lealdade diretamente para o parlamento checheno em uma tentativa de isolar seu subordinado anterior do poder.
Zakayev lamentou que Umarov cedeu à pressão de "provocadores" e cometeu um "crime" que mina a legitimidade do Chri. Em um período de um dia, dois ex-comandantes de campo sênior, Isa Munayev e Sultan Arsayev, emitiram declarações públicas a favor de Zakayev e distanciando-se de Umarov. No entanto, todos os proeminentes comandantes de campo ativos na Chechênia, com a única exceção de Amir Mansur, Arbi Evmirzayev, o líder da islâmica Jamaat da Chechênia, que foi morto em 2010, também alguns comandantes, como Amir Khamza e Surkho Amir, da Brigada islâmica da Chechênia e do Grupo Sabotage Staraya Sunzha, haviam se aliado a Dokka Umarov.
A Rádio Liberdade do proeminente jornalista, Andrei Babitsky, informou em novembro de 2007, que Umarov havia novamente viajado para a República de Kabardino-Balkaria para descansar e se recuperar para os meses de inverno. Babitsky declarou que ele estaria em mau estado de saúde depois de se ferir com um estilhaço na mandíbula inferior. É possível que Umarov tenha se ferido, em 2006, quando fugiu de um cerco russo na fronteira com a Inguchétia e depois sua perna teria sido avariada na explosão de uma mina. O presidente checheno pró-Moscou, Ramzan Kadyrov, ofereceu assistência médica se Umarov fosse lhe "pedir perdão". Em 9 de maio de 2009, Ramzan Kadyrov anunciou que Umarov foi supostamente ferido gravemente, mais uma vez, e quatro de seus guarda-costas foram mortos em uma operação comandada pelo primo de Kadyrov, o deputado Adam Delimkhanov. Havia rumores iniciais de que Umarov havia mesmo sido morto e, em junho, as autoridades russas forenses examinaram os quatro corpos queimados para ver se entre eles estava o de Umarov. Tudo foi negado por fontes rebeldes. No mês seguinte o rebelde ligou para a Rádio Free Europe/Radio Liberty para declarar que estava vivo. Em uma entrevista realizada em julho de 2009 com a Watchdog Praga, Umarov afirmou que fora ferido pela última vez, em 1995, durante a primeira guerra chechena. Em 19 de janeiro de 2010, Kadyrov anunciou que havia iniciado uma outra operação especial nas montanhas da Chechênia para encontrar e eliminar Umarov.
Em 10 de junho de 2010, um representante presidencial na luta contra o terrorismo internacional e o crime organizado, Anatoly Safonov, declarou que a detenção ou a destruição de Doku Umarov é uma questão para o futuro próximo.

## Crenças religiosas e visão de mundo
Umarov admitiu práticas do Islã tradicional, em oposição a ser um wahhabista. Não há nenhum registro real de que já tenha seguido ou é atualmente um seguidor do salafismo. Ele sempre se descreveu como um "tradicionalista". Respondendo a pretensões russas de que ele era um extremista islâmico, ele se nomeou como um "tradicionalista" e disse: "Antes do início da primeira guerra, em 1994, quando a ocupação começou, e eu entendi que a guerra era inevitável, eu vim aqui como um patriota. Eu nem sei se sabia como orar corretamente, então, é ridículo dizer que sou um wahhabista ou um muçulmano radical".
Umarov negou que o separatismo checheno esteja ligado à al-Qaeda ou qualquer outro grupo internacional jihadista, dizendo que a prioridade dos rebeldes é a liberdade e independência da Rússia e a paz para o Cáucaso. No entanto, na declaração de 2007, a mesma em que Umarov proclamou o Emirado do Cáucaso, expressou solidariedade com os "irmãos em Afeganistão, Iraque, Somália e Palestina e descreveu todos os que atacaram os muçulmanos "como inimigos comuns de muçulmanos em todo o mundo". Seu vice, Anzor Astemirov, logo se retratou dessa declaração, embora ainda dizendo que eles mantinham Israel como um inimigo. Antes da declaração de seu emirado, Umarov era comumente visto como um ferrenho nacionalista checheno e que era esperado por muitos observadores a refrear as tendências pan-islâmicas do movimento separatista.
No vídeo em que Dokku Umarov assumiu a responsabilidade pelo atentado do Aeroporto Internacional de Domodedovo, chamou as grandes potências do mundo de "satânicas", além de criticar os EUA e a Rússia por serem hipócritas, visto que se eles realmente seguissem seus próprios princípios, teriam que entregar o status de potência mundial para a China, devido ao estado sênior da cultura chinesa e de sua religião. Ele disse que, de acordo com a lógica da Rússia e da América, "a China deve, então, dominar o mundo. Eles têm as culturas maiores e mais antigas". Também atacou os EUA, Rússia, Grã-Bretanha e Israel, chamando-os de muçulmanos opressores.